# スーパーアジア王座
スーパーアジア王座は、チョコプロ レスリングが管理、認定している王座。

## 歴史
2017年8月5日、日本とタイはもちろん台湾、香港、シンガポール、マレーシアなど国境を越えてアジアのプロレス界を盛り上げるために創設。9月22日、プロレスリング我闘雲舞（後のチョコプロ レスリング）新宿FACE大会で行われた初代王座決定トーナメントに優勝した里歩が初代王者になった。
2021年10月25日、王者の藤田ミノルが新型コロナウイルスに感染して早期復帰が望めないため、初代暫定王座決定4WAYマッチを行うことを発表。11月6日、我闘雲舞市ヶ谷チョコレート広場大会で行われた初代暫定王座決定4WAYマッチに勝利した趙雲子龍が初代暫定王者になった。
2022年2月13日、我闘雲舞市ヶ谷チョコレート広場大会で正規王者の藤田、暫定王者のバリヤン・アッキによる王座統一戦が行われて勝利したアッキが第3代王者になった。

## 歴代王者
| 歴代      | 選手             | 戴冠回数 | 防衛回数 | 獲得日付      | 獲得場所 （対戦相手・その他）                                               |
| --------- | ---------------- | -------- | -------- | ------------- | --------------------------------------------------------------------------- |
| 初代      | 里歩             | 1        | 8        | 2017年9月22日 | 新宿FACE 「ことり」 2019年6月4日返上                                        |
| 第2代     | 藤田ミノル       | 1        | 2        | 2021年3月28日 | 市ヶ谷チョコレート広場 バリヤン・アッキ                                     |
| 初代暫定  | 趙雲子龍         | 1        | 3        | 2021年11月6日 | 市ヶ谷チョコレート広場 水森由菜、高梨将弘、バリヤン・アッキによる4WAYマッチ |
| 第2代暫定 | バリヤン・アッキ | 1        | 0        | 2022年1月29日 | 市ヶ谷チョコレート広場                                                      |
| 第3代     | バリヤン・アッキ | 1        | 6        | 2022年2月13日 | 市ヶ谷チョコレート広場 藤田ミノル                                           |
| 第4代     | 新納刃           | 1        | 2        | 2023年3月12日 | 市ヶ谷チョコレート広場                                                      |
| 第5代     | さくらえみ       | 1        | 2        | 2023年7月5日  | 新木場1stRING                                                               |
| 第6代     | 駿河メイ         | 1        | 7        | 2024年8月31日 | 後楽園ホール                                                                |